# Dmytro Topalov
Dmytro Eduardovyč Topalov (in ucraino Дмитро Едуардович Топалов?; Blyžne, 12 marzo 1998) è un calciatore ucraino, centrocampista dello Šachtar.

## Carriera

### Club
Cresciuto nel settore giovanile dello Šachtar, nell'estate del 2019 viene mandato in prestito al Mariupol', con la quale esordisce in Prem"jer-liha.

### Nazionale
Ha giocato nelle nazionali giovanili ucraine Under-17, Under-18, Under-19 ed Under-21.

## Palmarès

### Competizioni nazionali
- Campionato ucraino: 1

Šachtar: 2022-2023